# 丰特埃洛尔莫德斯卡尔
丰特埃洛尔莫德斯卡尔，是西班牙卡斯蒂利亚-莱昂塞戈维亚省的一个市镇。 总面积8平方公里，总人口89人（2001年），人口密度11人/平方公里。